# Rohullah Kazimi
Rohullah Kazimi (* 1987 in Kabul) ist ein afghanisch-deutscher Künstler. Rohullah Kazimi lebt in Hamburg.

## Leben
Auf der Flucht vor dem Bürgerkrieg 1989 wanderte Kazimi mit seiner Familie über Iran und Usbekistan nach Deutschland aus. Seit 1995 lebt Rohullah Kazimi in Hamburg. Seit 2007 arbeitet er im Atelier der Schlumper als bildender Künstler. Die Schlumper sind eine Hamburger Ateliergemeinschaft für Künstler mit unterschiedlichen Behinderungen. Kazimi sagt: „Kunst ist, dass man frei arbeitet und nicht so wie Grafikdesigner (Werbung).“

## Werk
Rohullah Kazimi arbeitet mit verschiedenen Techniken. Im Vordergrund seiner Arbeit steht das Zeichnen, inhaltlich beschäftigt sich Kazimi in seinen Bildern mit geschichtlichen Themen. Berühmte Persönlichkeiten und Bauwerke, aber auch naturhistorische Themen werden zum Gegenstand seiner Zeichnungen. Neben den Zeichnungen fertigt Kazimi ebenfalls Radierungen und Stickarbeiten an. Seine Stickarbeiten widmen sich überwiegend den Filmhelden des 20. und 21. Jahrhunderts.

## Ausstellungen
- Museum für Outsiderkunst, Schleswig (2009)
- Kulturforum Burgkloster, Lübeck (2009)
- Kleisthaus, Berlin (2010)
- Affenfaustgalerie, Hamburg (2014)
- flux 23, Wien (2014)
- Friese-Künstlerhaus, Hamburg (2015)
- Galerie 3, Klagenfurt (2015)

## Publikationen
- Die Schlumper – Zeichnungen. Hrsg. v. Christian Mürner anlässlich der gleichnamigen Ausstellung in der Galerie der Schlumper, Hamburg  2009
- Ein unvermuteter Glücksfall. Die Schlumper, eine Hamburger Ateliergemeinschaft. Hrsg. v. Freunde der Schlumper e. V. anlässlich der gleichnamigen Ausstellung im Kreishaus (Berlin), Hamburg 2010
- Rohullah Kazimi: Abenteuer Traum Tagebuch. Verlag Murken-Altrogge, Herzogenrath 2011, ISBN 978-3-935791-38-0
- Poppe, F. & Musenberg, O. (2011): „...Moses, Mohammed, die waren alle da“ – Kunst und Geschichtsbewusstsein: Die historischen Motive von Rohullah Kazimi. Ein Künstler mit Assistenzbedarf. In: Vierteljahreszeitschrift für Heilpädagogik und ihre Nachbargebiete, Heft 4, 310–318
- Die Schlumper – Bildbeschreibungen. Hrsg. v. Christian Mürner anlässlich der gleichnamigen Ausstellung in der Galerie der Schlumper, Hamburg 2012